# Cauterize (Album)
Cauterize (engl. Ätzen) ist das zweite Studioalbum der US-amerikanischen Hard-Rock-/Thrash-Metal-Band Tremonti. Das Album erschien am 5. Juni 2015 über Fret12.

## Entstehung
Sänger und Gitarrist Mark Tremonti begann im Sommer 2014 mit den Arbeiten an einem neuen Studioalbum. Dabei sprudelten ihm nach eigener Aussage die Ideen nur so aus ihm heraus. Insgesamt schrieb Mark Tremonti 25 Lieder, die während der Studioaufnahmen auf 20 reduziert wurden. Beim Arrangieren der Lieder wurde Mark Tremonti vom Bassisten Wolfgang Van Halen unterstützt, der bereits seit 2012 als Livemusiker bei Tremonti aushalf. Die 20 Lieder wurden parallel aufgenommen und von Michael Baskette produziert. Bei den Aufnahmen wurde ein Mischpult verwendet, dass bei der Produktion eines Albums von Elvis Presley verwendet wurde. Insgesamt arbeitete die Band rund drei Monate an den Aufnahmen. Ursprünglich sollte das Album den Titel Providence tragen, jedoch entschloss sich Mark Tremonti in letzter Sekunde nach Einwänden seiner Bandkollegen und seines Bruders für Cauterize.
Zunächst war die Veröffentlichung eines Doppelalbums geplant, jedoch verwarf die Band diesen Plan wieder. Mark Tremonti erklärte in einem Interview, dass bei einem Doppelalbum nicht jedem dieser Lieder die Aufmerksamkeit geschenkt worden wäre, die es verdient hätte. Stattdessen entschloss sich Mark Tremonti, die Alben zeitversetzt mit jeweils zehn Liedern zu veröffentlicht. Die beiden Alben sollten dabei laut Tremonti „so vielseitig und ausgewogen wie möglich sein“. Außerdem sollte das erste Album nicht stärker sein als das zweite. Nach eigener Aussage war es für Mark Tremonti schwierig, einige seiner Lieblingslieder lange zurückhalten zu müssen, bis das Album Dust im Sommer 2016 erschien. Als Beispiele hierfür nannte er das Titellied Dust, My Last Mistake, Betray Me oder Catching Fire.

## Hintergrund
Laut Mark Tremonti beschrieben die Lieder des Albums Cauterize ein Science-Fiction-artiges Weltuntergangsszenario. Die Lieder des parallel aufgenommenen Albums Dust befassen sich mit dessen Folgen. Das Titellied handelt von korrupten Machthabern. Als Beispiele nannte er Länder wie Nordkorea oder Iran, die seiner Meinung nach „von Tyrannen regiert und regelrecht zerstört werden“. Sobald einer dieser Tyrannen weg ist würde der nächste kommen. Im Refrain steigt eine gewaltige Science-Fiction-Figur aus dem Meer und zerstört das Böse.
Tie the Noose beschäftigt sich mit der allgegenwärtigen Gewalt in den USA. Beispielsweise würde es ständig Schießereien geben, Städte würden brennen und Polizisten werden getötet. Den Schuldigen an dieser Situation wäre Recht und Unrecht laut Tremonti völlig egal. Das Lied Flying Monkeys erhielt den Titel von Tremontis Drumtechniker, der Ähnlichkeiten des Gitarrenriffs mit dem Marsch der fliegenden Affen aus der Filmmusik von Der Zauberer von Oz erkannte. Dark Trip handelt von einer Person, mit der Mark Tremonti jahrelang eng befreundet war und dann eines Tages von ihm betrogen wurde.

## Rezeption

### Rezensionen
Laut Matthias Weckmann vom deutschen Magazin Metal Hammer „rocken und riffen die zehn neuen Stücke über weite Strecken mitreißend wie auch ambitioniert und stellen unter Beweis, dass Tremonti mit Alter Bridge noch längst nicht am Ende seiner Kreativität angelangt“ sei. Das Titellied würde zeigen, dass Mark Tremonti „ein versierter Songwriter und Sänger sei“, wofür Weckmann fünf von sieben Punkten vergab. Holger Stratmann vom deutschen Magazin Rock Hard würde Mark Tremonti „scheinbar mühelos Oberliga-Riffs der Marke Pantera oder Annihilator aus den Ärmeln schütteln, um im nächsten Moment in einen großen Hardrock-Refrain mit entsprechender Begleitung zu wechseln“. Stratmann bewertete das Album mit 7,5 von zehn Punkten.

### Chartplatzierungen
Das Album Dust erreichte Platz 34 in den US-amerikanischen Albumcharts. In Deutschland belegte das Album Platz 31, in Österreich Platz 33 und in der Schweiz Platz 28. Die höchste Platzierung erreichte das Album im Vereinigten Königreich, wo sich das Album auf Rang 16 platzieren konnte.

### Auszeichnungen
Bei den Loudwire Music Awards 2015 wurde Cauterize in der Kategorie Best Rock Album und Another Heart in der Kategorie Best Rock Song nominiert. Die Preise gingen jedoch an Breaking Benjamin für das Album Dark Before Dawn bzw. Highly Suspect für das Lied Lydia.